# Japanischer Aal
Der Japanische Aal (Anguilla japonica, japanisch 日本鰻 nihon’unagi) ist eine Fischart aus der Familie der Aale (Anguillidae). Sie gilt in ihrem Verbreitungsgebiet als bedroht. Wie auch der Europäische Aal sind die Tiere beliebte Speisefische.

## Beschreibung, Erkennungsmerkmale
Die Fische sind durchschnittlich 40 cm lang. Maximal sind 150 cm Gesamtlänge und ein Höchstgewicht von 1,9 kg dokumentiert. Die Tiere besitzen 114 bis 118 Wirbel. Der Unterkiefer ist etwas länger als der Oberkiefer, der Winkel des Fischmauls liegt unterhalb des hinteren (körperseitigen: posterioren) Augenrandes. Die Kopflänge hat einen Anteil von 11,2 % bis 11,9 % der Körperlänge, weiters entspricht sie einem 3,7- bis 4,3-fachen der Länge des Oberkiefers.  Der Ansatz der Rückenflosse liegt bei einer Strecke von 9,0 bis 13,5 % der Gesamtlänge hinter den Kiemen und gemessen ab diesen. Die Brustflosse hat eine Länge von 2,2 % bis 3,7 % der Kopflänge.
Die Zähne sind klein und konisch. Die Bezahnung der Kiefer liegt in einem schmalen Band vor. Das Zahnband auf dem Pflugscharbein ist etwas breiter und länger, beziehungsweise mindestens genauso lang, wie das der Kiefer. Alle Zähne sind in Strukturen, die derjenigen der Borsten einer Karde entsprechen, angeordnet.
Die Rücken- und die Afterflosse verschmelzen mit der Schwanzflosse zu einem Saum. Die Ansätze der Rücken- und Afterflossen sind weniger als eine Kopflänge voneinander entfernt. Der langgestreckte Körper ist zylindrisch in Kopfnähe und posterior seitlich abgeplattet. Die Tiere haben eine Haut in gedeckten Farben ohne Marmorierungen oder Punkte. Es gibt Schuppen, diese sind rudimentär, in die Haut eingebettet und schräg in Gruppen angeordnet, die Schuppengruppen stehen in rechten Winkeln zueinander.
Die Art gilt als bedroht, die Anzahl an geschlechtsreifen Individuen nimmt ab.

## Verbreitungsgebiet
Japanische Aale leben in ostasiatischen Gewässern. Die katadrome Art ist aus Japan, Taiwan, Korea, China und den nördlichen Philippinen bekannt. In geografischen Breiten- und Längengraden kann das Verbreitungsgebiet mit 46°N - 15°N, 105°E - 170°E umschrieben werden.
Bewohnte Gewässer sind, für Jungtiere und heranwachsende Exemplare vor der Geschlechtsreife, die Oberläufe von Flüssen und Gebirgsseen. Ein Teil der Population verbleibt aber auch im Brackwasserbereich der Küsten und im Meer.

## Lebensraum
Die bewohnten Biotope sind klimatisch subtropisch und üblicherweise Süßgewässer; die Art lebt demersal (bodennah). Es ist ein Vorkommen bis zu einer Tiefe von 400 Metern nachgewiesen. Die Wassertemperaturen im Lebensraum liegen zwischen 4 °C und 27 °C.

## Lebensweise

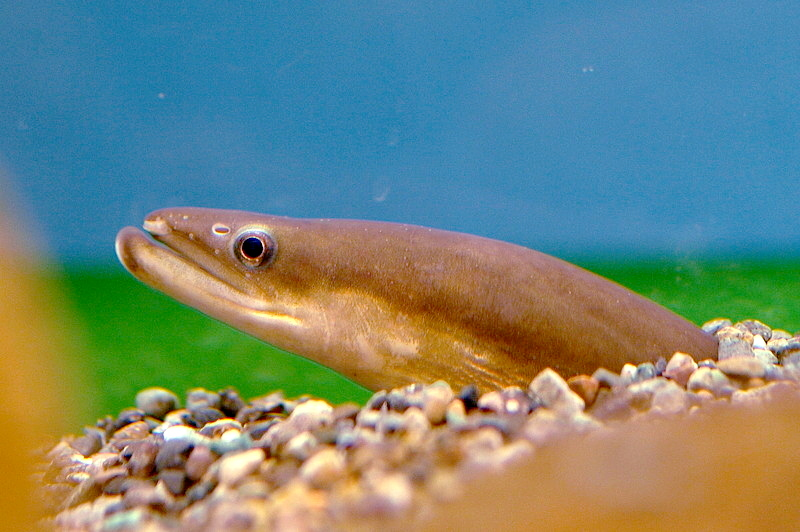
Seitenportrait des Kopfes eines A.-japonica-Individuums

Eier und Leptocephali der Art konnten im Nordäquatorialstrom im Bereich des West-Marianen-Rückens (geografische Breite und Länge: 14–17°N, 142–143°E) bei Neumond gefangen werden. Zur selben Zeit im selben Areal gelang der Nachweis von adulten Tieren, welche unmittelbar vor dem Ablaichen standen. Daher ist es eine plausible Hypothese, das Gebiet als Laichzone von Anguilla japonica anzusprechen. Mutmaßlich findet das Laichgeschäft zwischen April und August statt. Die Wassertiefe, in welcher sich die Tiere beim Laichen aufhalten, liegt mutmaßlich in einem schmalen Wertebereich von 150 bis 200 Metern, knapp unterhalb der Obergrenze der örtlichen Thermokline bei 150 Metern Tiefe. Die mittlere Größe von gefangenen Leptocephali war am Minimum in der Nähe von untermeerischen Erhebungen des West-Marianen-Rückens. Eine Untersuchung von Otolithen der Art ergab einen durchschnittlichen Längenzuwachs von 0,5 mm pro Tag. Die Tiere sind bei ihren Wanderbewegungen hauptsächlich an den Nordäquatorialstrom und den Kuroshio gebunden.
Kalendarisch kann eine übliche zeitliche Abfolge des Auftretens von Glasaalen an den Küsten beobachtet werden. Sporadisch auftretende Exemplare sind ab dem späten Oktober entlang der nordöstlichen Küste von Luzon festzustellen. Eine höhere Funddichte kann dann vor Taiwan zeitig im November festgestellt werden. Weitere zwei bis vier Wochen später treffen die Tiere vor Fujian und den südjapanischen Pazifikküsten ein. Zhejiang, Guangdong, Jejudo und die pazifischen Küsten Zentraljapans werden zwischen Januar und März erreicht. Über das südliche Jiangsu mit dem Delta des Jangtsekiangs, der südkoreanischen Küste und der japanischen Ostküste (Schwerpunkt der Präsenz der Glasaale: zwischen Februar und April) gelangt die Population dann nach Nord-Jiangsu und vor das westliche Korea (Höhepunkt der Präsenz: März bis Mai). Zuletzt werden zwischen April und Juni nordchinesische Küsten, das nordwestliche Korea und die Mündung des Yalu erreicht. Verlagerungen sind möglich, so wurden in den Jahren 2010 und 2011 Spitzenwerte der Glasaal-Zahl vor Zentraljapan erst im Juni beobachtet.
Aufgrund der Bindung an die zwei Meeresströme (Nordäquatorialstrom und Kuroshio) zum erfolgreichen Vollenden des Lebenszyklus tragen die davon räumlich getrennten kleinen Populationen von Nord-Luzon, dem Becken des thailändischen Mae Nam Chao Phraya und vor Kambodscha vermutlich wenig zum Überleben der Art bei.
Eine Studie, welche 2024 veröffentlicht wurde, ist eine erstmalige Dokumentation eines besonderen Fluchtverhaltens der Art: Jungtiere können, mit dem Schwanz voran in die Speiseröhre, und dann durch die Kiemen, aus dem Magen von Raubfischen entkommen, von denen sie verschluckt wurden. Als Versuchs-Raubfisch wurde Odontobutis obscura verwendet. Dies wurde im Labor als Film unter Röntgenlicht aufgezeichnet.

## Anguilla japonicaund der Mensch

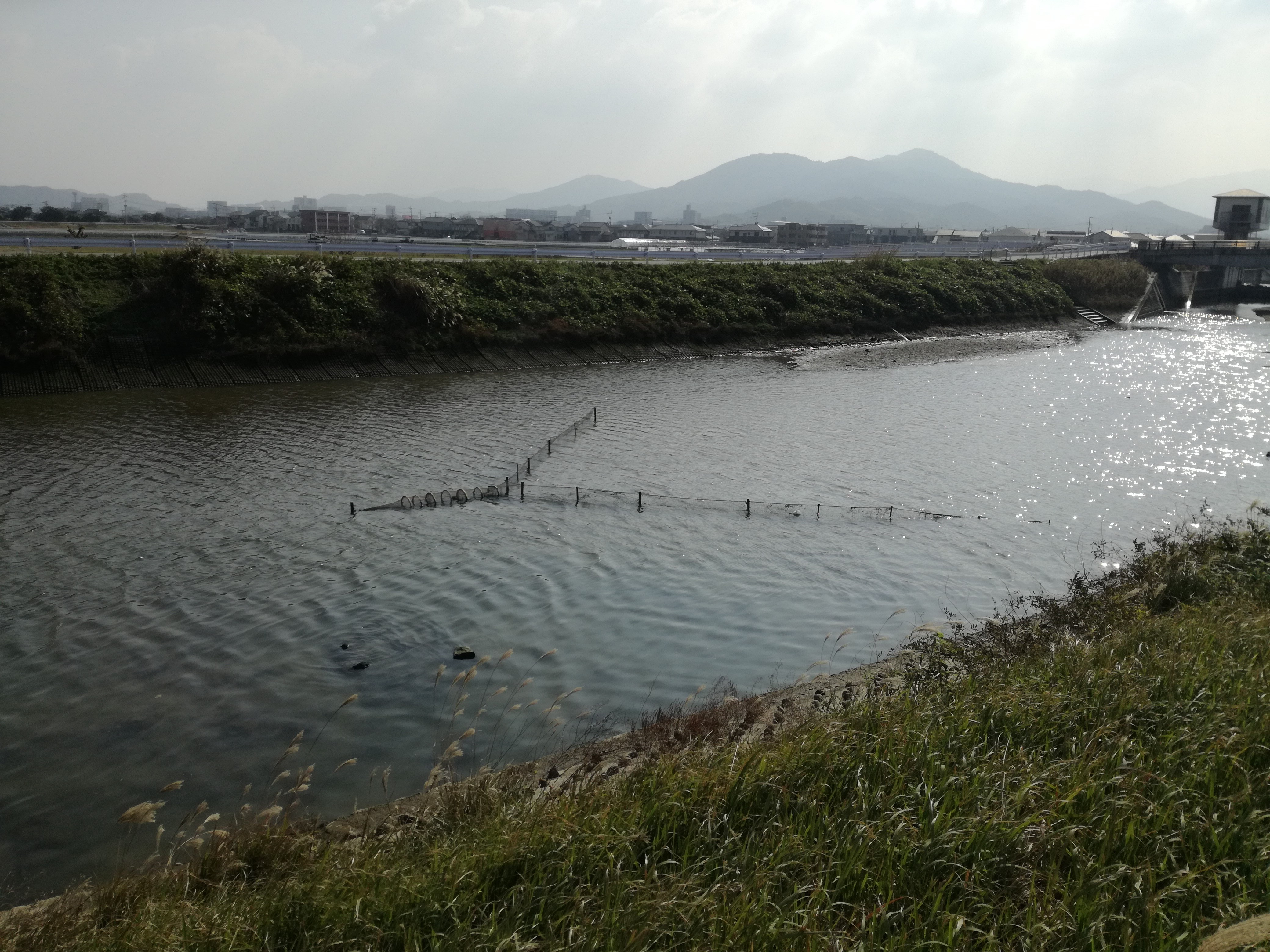
Eine im Herbst 2017 aufgestellte Aalreuse in der Präfektur Fukuoka

Der japanische Aal ist der teuerste Speisefisch in Japan. Ihm wird in den Altersstadien Glasaal, Gelbaal und  Blankaal nachgestellt. Das Fischfleisch wird frisch, geräuchert, tiefgekühlt und in Konserven vermarktet, Zubereitungsarten sind Dämpfen, Grillen und Backen.
Die Hauptfangzeiten von Glasaalen sind vor Taiwan von November bis Februar. Vor Fujian und den südjapanischen Pazifikküsten liegt der Schwerpunkt von Dezember bis Februar, in Zhejiang, Guangdong, Jejudo und den pazifischen Küsten Zentraljapans ist die hauptsächliche Fangtätigkeit zwischen Januar und März, in Jiangsu mit dem Delta des Jangtsekiangs, der südkoreanischen Küste und der japanischen Ostküste zwischen Februar und April. Später im Jahr dann, vor Nord-Jiangsu und dem westlichen Korea, werden die Glasaale hauptsächlich zwischen März und Mai gefischt, zwischen April und Juni dann vor nordchinesischen Küsten, dem nordwestlichen Korea und der Mündung des Yalu.
Zur Stützung der Populationen werden wilde Glasaale gefangen und als Besatz in Süßgewässern verwendet oder gleich in Aquakultur für den menschlichen Verzehr aufgezogen.
Anguilla japonica ist das erste Wirbeltier, in dessen Zellen ein fluoreszierendes Protein entdeckt wurde. Solche Proteine werden, wie das grün fluoreszierende Protein (GFP), als Markierungsmolekül bei der Erforschung biochemischer Prozesse verwendet. Das zuerst in den Muskelzellen von A. japonica und später auch von A. anguilla und A. rostrata entdeckte Protein wurde  UnaG genannt. Es leuchtet grün bei Bestrahlung mit blauem Licht und wenn es an Bilirubin gebunden ist. Bei den Aalen fungiert es wahrscheinlich als Speicher- oder Transportprotein für das als Antioxidans in den Muskelzellen wirkende Bilirubin, was eine Anpassung an die ausgedehnten periodischen Wanderungen der drei Arten darstellte. Im Gegensatz zu GFP erfolgt bei UnaG die helle Fluoreszenz auch bei geringen Sauerstoffpegeln in der Zelle. Dieses Merkmal verspricht eine Einsatzmöglichkeit bei der Untersuchung von anaeroben Arealen innerhalb bösartiger Tumore. Bisher (Stand 2013) konnte aufgezeigt werden, dass UnaG für die Messung der Bilirubin-Werte in menschlichem Blutserum genutzt werden kann, wobei diese potenziell einfacher und empfindlicher sind und mit kleineren Blutproben durchgeführt werden können als herkömmliche Bilirubin-Messungen.

### Fangstatistiken zuAnguilla japonica

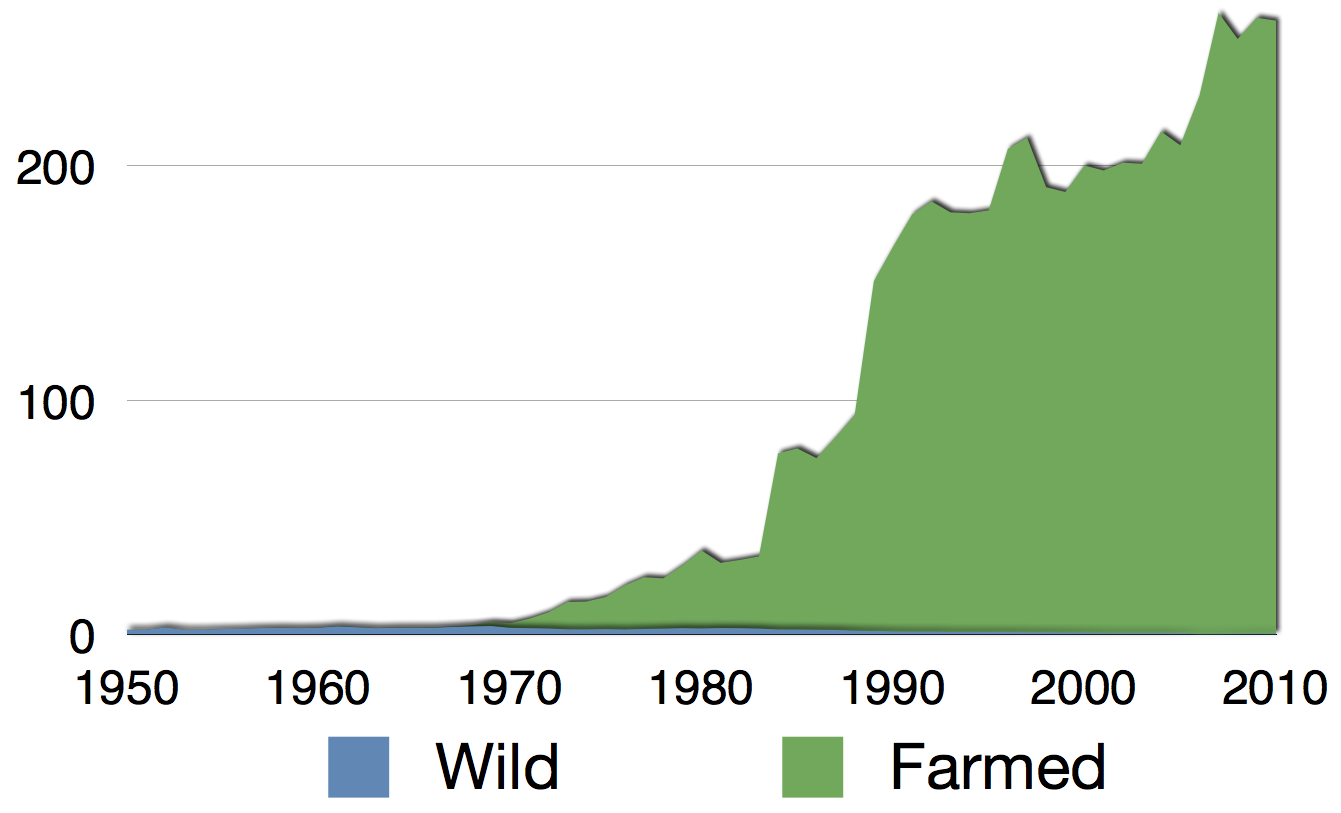
Gesamtertrag an japanischem Aal in Tonnen ×1000 gemäß Meldung der FAO, 1950–2010
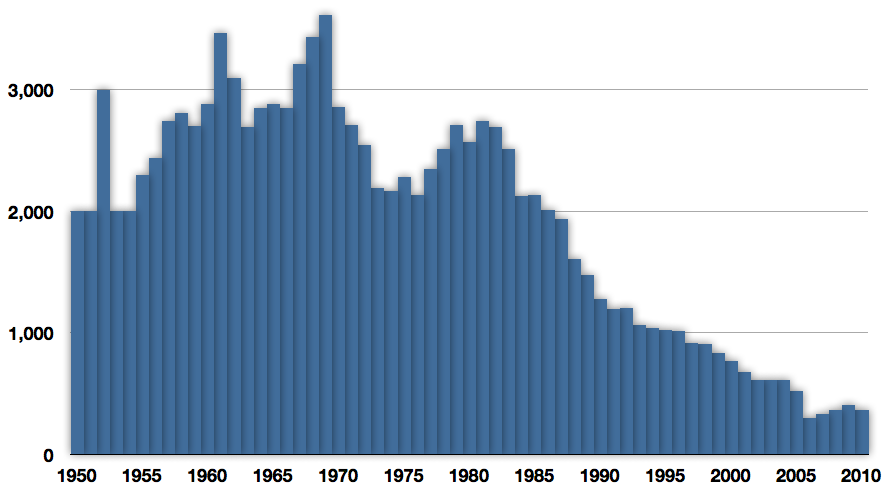
Wildfang, 1950–2010
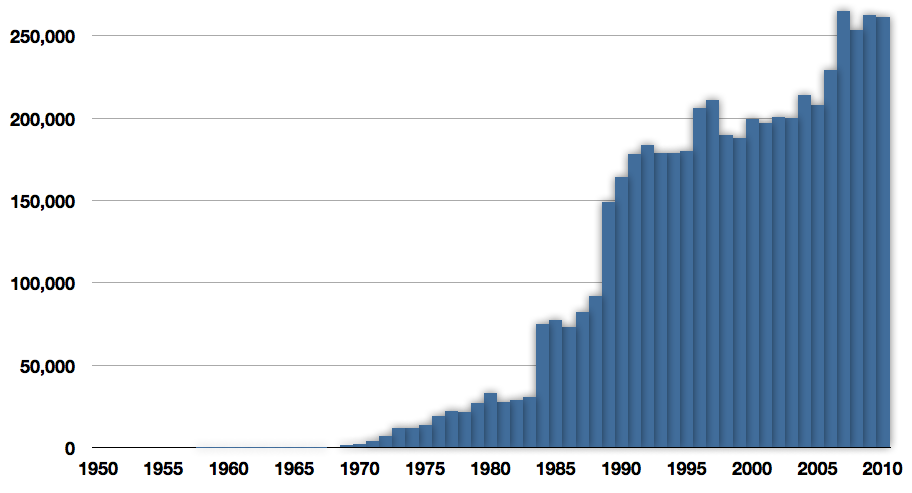
Aquakultur-Produktion, 1950–2010